# William Lane Craig
William Lane Craig, ameriški krščanski teolog in analitični filozof, * 23. avgust 1949.
Poučuje na Talbot School of Theology (Biola University) in Houston Baptist University. Craig je razvil in zagovarja Kalamsko utemeljitev nastanka vesolja, ki dokazuje obstoj Boga. V svojih delih se je osredotočil tudi na zgodovinski argument za Jezusovo vstajenje. Njegova raziskava o božanskosti in platonizmu je dosegla vrhunec s knjigo God Over All. Razpravljal je tudi o obstoju Boga z javnimi osebnostmi, kot so Sam Harris, Christopher Hitchens, Lawrence M. Krauss in A. C. Grayling. Craig je ustanovil in vodil spletno mesto ReasonableFaith.org.

## Življenje
Rodil se je 23. avgusta 1949 v Peorii v Illinoisu. Craig je drugi izmed treh otrok. Očetovo delo je družino začasno popeljalo v Keokuk, v Iowi, dokler se niso leta 1960 preselili nazaj v Vzhodno Peorio. Med študijem na East Peoria Community High School (1963–1967), je Craig postal debater in javni govorec. Bil je član debatne ekipe, ki je zmagala na državnem prvenstvu. Po končani srednji šoli je obiskoval Wheaton College. Diplomiral je leta 1971, naslednje leto pa se je poročil z ženo Jan, s katero ima dva že odrasla otroka.
Leta 1973 je Craig začel s študijem filozofije religije na Trinity Evangelical Divinity School. Leta 1975 je Craig začel doktorski študij filozofije na Univerzi v Birminghamu, kjer je pisal o kozmološkem argumentu pod mentorstvom Johna Hicka. Leta 1977 je doktoriral. Na podlagi te študije je izdal tudi svojo prvo knjigo, The Kalam Cosmological Argument. Craig je leta 1978 prejel postdoktorsko štipendijo za raziskovanje zgodovine Jezusovega vstajenja. Njegova študija v Münchnu ga je pripeljala do drugega doktorata, tega iz teologije, s katerim je leta 1984 objavil svojo doktorsko tezo, Zgodovinski argument za vstajenje Jezusa med polemiko.
Craig se je leta 1980 začel s poučevanjem na fakulteti Trinity Evangelical Divinity School. Eno leto je obiskoval Westmont College, leta 1987 pa se je preselil z ženo in otrokoma v Evropo, kjer je sedem let nadaljeval svoje raziskave kot gostujoči učenjak na Katholieke Universiteit Leuven v Belgiji. V tem obdobju je izdal sedem knjig, med njimi God, Time in Eternity. Leta 1994 se je Craig pridružil Oddelku za filozofijo in etiko na Talbot School of Theology kot raziskovalni profesor filozofije, kar počne še danes. Leta 2014 je postal profesor filozofije na Univerzi Houston Baptist. Leta 2016 je bil Craig imenovan za predavatelja leta, na Trinity Evangelical Divinity School.
Od leta 1999 do leta 2006 je bil predsednik združenja Philosophy of Time Society. Pomagal je ustanoviti Evangelical Philosophical Society, od leta 1996 do leta 2005 pa je deloval kot njen predsednik.

## Delo

### Kālam kozmološki argument za obstoj Boga stvarnika
Craigova področja specializacije sta filozofija religije in naravna teologija. Pomembno je prispeval h kālam kozmološkem argumentu za obstoj Boga stvarnika, saj njegovo delo zajema sodobna filozofska in teološka dognanja v moderni fiziki, ki vključujejo tudi veliki pok, kvantno fiziko in filozofijo časa. kālam kozmološki argument predpostavlja, da je že od velikega poka dalje potreben inteligentni Stvarnik. Ta argument izhaja že iz srednjeveške islamske filozofije, ki ga je Craig poskušal posodobiti z argumenti, ki vključujejo sodobne znanstvene in filozofske ugotovitve. 
Craig predstavi  kālam kozmološki argument v treh točkah:
- Vse, kar je začelo obstajati, ima vzrok za svoj obstoj.
- Vesolje je začelo obstajati.
- Vesolje ima vzrok za svoj obstoj.

Smisel argumenta je dokazati obstoj prvega vzroka, ki ustvarja celotno področje končne realnosti. 
Kot je razvidno zgornjih treh točk ima argument dva dela. Namen prvega je dokazati, da ima vesolje vzrok za svoj obstoj, potem pa v drugem delu poskuša dokazati, da je vesolje ustvaril Bog v tradicionalnem teističnem pomenu.
Filozofsko, Craig uporabi dva tradicionalna argumenta, da bi pokazal, da je čas končen; zagovarja, da je obstoj dejanskega neskončnega metafizično nemogoč in da je oblikovanje dejanskega neskončnega z zaporednim dodajanjem metafizično nemogoče.
Craig zaključi, da je obstoj dejanskega neskončnega nemogoč, zaradi absurdnosti ki se posledično pojavijo. Craig to predstavi s primerom Hilbertov paradoks Grand hotela. V Hilbertovem hipotetičnem, polno zasedenem hotelu z neskončno sobami, lahko dodamo še enega gosta v sobo #1, tako, da prvotnega gosta #1 premaknemo v sobo #2, gosta #2 v sobo #3, ter tako naprej vsakega gosta prestavimo v naslednjo sobo, kar se nadaljuje v neskončnost. Craig poudari, da je prav to absurd - dodajanje gosta v polno zaseden hotel, čeprav ima hotel po dodajanju še vedno enako število gostov in sob – torej neskončno.
Z izjavo, da matematične konvencije, določene za zagotovitev logične konsistence te vrste neskončne aritmetike, nimajo ontološke sile, Craig zaključuje, da je končnost najbolj verjetno resnična, kar pomeni, da mora biti serija preteklih dogodkov v vesolju končna, zato mora imeti začetek. Posledično Craig zagovarja, da je nemogoče šteti do neskončno, prav tako je nemogoče odštevati od neskončnosti.

### Ontološki argument
Craig zagovarja verzijo ontološkega argumenta Alvina Plantingea za obstoj Boga. Ontološki argument poskuša dokazati, da mora "maksimalno velik" subjekt, ki se vedno izkaže za boga arguerjeve vere obstajati. Pomembno je, da se spomnimo, da se ontološki argumenti poskusijo zaradi odsotnosti dokazov o obstoju Boga v naravnem svetu, kot obupanega zadnjega prizadevanja za ohranjanje hipoteze o Bogu. Seveda je to sama po sebi zmota, kajti če bi se izkazalo, da bi "Bog" obstajal deduktivno, bi to predstavljalo druge probleme, ki so že bili ugotovljeni z verniki, ki so se vedno sklicevali na Božji obstoj.

### Stvarjenje
Craig je izjavil, da je stvarjenje po krščanskem izročilu združljivo z evolucijo, kar lahko predstavlja veliko nezadovoljstvo. 
Craig tudi zanika, da je makroevolucija resnična in zagovarja inteligentno oblikovanje. Prav tako verjame, da sta Adam in Eva obstajala in sta bila prva dva človeka, iz njiju pa so nastali vsi ljudje. Tako se izkaže, da se je (mikro) evolucija zgodila, vendar je bilo genetsko grlo v genetski zgodovini ozko - le dve osebi. 

### Božanska vsevednost
Eno od osrednjih vprašanj, ki ga postavlja klasična doktrina o božanski vsevednosti je združljivost božanskega predznanja in svobodne volje:
- Če Bog napove pojav nekega dogodka E, ali se E zgodi nujno?
- Če je dogodek E možen, kako lahko Bog napove dogodek E?
Kot pravi Craig, prvo vprašanje predstavlja težavo teološkega fatalizma. Poskuša zmanjšati ta problem na problem logičnega fatalizma, ki pravi, da če je res, da se bo E zgodil, se bo E zgodil nujno. Izzove teološke fataliste, da bi pokazali, kako Božje vedenje, da je bodoča situacija resnična, doda še kaj bistvenega za to težavo. Craig pravi, da so teološki fatalisti napačno razumeli nujnost preteklosti in da nemogoča vzročnost ne pomeni, da ne more imeti nekakšne nasprotne dejanske moči nad preteklimi dogodki.
Drugo vprašanje, ki izhaja iz božanskega predznanja prihodnjih možnosti, povzroča skrbi, s katerimi Bog pozna takšne dogodke. Craig pravi, da vprašanje predpostavlja napeto ali A-teorijo časa, kajti pri nenapeti ali B-teoriji časa ni ontološkega razlikovanja med preteklostjo, sedanjostjo in prihodnostjo, tako da so pogojni dogodki, ki so v prihodnosti relativni z nami, nič težko znani, kot je pogojni dogodek, ki je, glede na nas, preteklost ali sedanjost. Razlikovanje med perceptualističnimi in konceptualističnimi modeli božanskega spoznanja se težko uskladijo z napeto časovno teorijo.
Doktrina znanj, ki jo je sestavil jezuitski teolog Luis de Molina, pravi, da je pred njegovim odlokom o ustvarjanju sveta Bog vedel, katera živa bitja bi lahko ustvaril, v vseh možnih okoliščinah. Na podlagi nasprotnih dejanj svobodne volje in njegovega znanja o ustvarjanju določenih bitij v določenih okoliščinah, skupaj z lastno odločitvijo, Bog samodejno pozna vse, kar se bo dejansko in slučajno zgodilo brez dojemanje sveta.
Craig je postal zagovornik molinizma, ki podpira srednje znanje in ga uporablja tudi za široko paleto teoloških vprašanj, kot so božanska predstava in predestinacija, biblični navdih, vztrajnost svetnikov, krščanski partikularizem in problem zla.

### Božanska večnost
Craigovo prejšnje delo o Kalamski utemeljitvi nastanka in o božanski vsevednosti bistveno prepleta filozofijo časa in narave božanske večnosti.
Craig proučuje argumente, ki kažejo, da je Bog brezčasen ali omnitemporalen. Zagovarja skladnost brezčasnega in osebnega bitja, vendar pravi, da so argumenti za božansko brezčasnost neresnični ali nedokončani. Nasprotno pa podaja dva argumenta v prid božanske temporalnosti. Prvič, pravi, da če obstaja časovni svet, potem v skladu s svojimi resničnimi odnosi s tem svetom Bog ne more ostati nedotaknjen s svojo časovnostjo. Craig pravi, da se mora zaradi spremenjenih odnosov s svetom spremeniti vsaj navzven, kar je dovolj za njegovo obstoječo časovno obdobje. Drugič, Craig pravi, da če obstaja časovni svet, potem mora Bog vedeti dejstva o svetu, kot so ta, kar se zdaj dogaja, je dovolj, da bi bil njegov čas v svojem času. Craig trdi, da, ker obstaja časovni svet, sledi, da Bog obstaja v času.
Obstaja eden od načinov, kako pobegniti iz teh argumentov, to je sprejemati B-teorijo časa. Craig zaključuje, da je teorija časa prelomno vprašanje za doktrino o božanski večnosti.

### Jezusovo vstajenje
Craigovi dve deli The Historical Argument for the Resurrection of Jesus  in Assessing the New Testament Evidence for the Historicity of the Resurrection of Jesus sta po kritiki Garya Habermasa in Christopherja Pricea med najbolj temeljitimi raziskavami Jezusovega vstajenja. V prejšnji knjigi Craig opisuje zgodovino razprave, vključno s trditvami Davida Humaja proti identifikaciji čudežev. Slednji obseg je študija gradiva, iz novega testamenta, ki se nanaša na vstajenje.
Craig povzema pomembne dokaze na podlagi treh glavnih iztočnic:
- Jezusova grobnica je bila v nedeljo po njegovem križanju najdena prazna.
- Posamezniki in skupine so Jezusa videli živega po njegovi smrti.
- Verjeli so, da je Bog dvignil Jezusa od mrtvih kljub močnim napovedim nasprotnega.

Craigova razprava o dokazih za vsakega od teh dogodkov vključuje obrambo tradicij Jezusovega pokopa Jožefa iz Arimateje, tesnega eksegeza pavlinske doktrine o telesu vstajenja in preiskave poganskih in judovskih pojmov vstajenja od mrtvih.
Craig trdi, da je najboljša razlaga teh treh dogodkov ta, da je Bog dvignil Jezusa od mrtvih. Craigov zgodovinski primer za vstajenje uporablja standardne zgodovinske hipoteze, pri čemer ugotavlja, da je vstajenje boljše ujemanje z razpoložljivimi zgodovinskimi podatki. Konkretno, Craig trdi, da če se ne začne z domnevo, da ni Boga, obstaja večja verjetnost potrditve hipoteze, zato hipoteza o vstajenju ni verjetna le, če se začne z nepodprtimi predpostavkami. Ugotavlja, da se čudežna razlaga dokazov poveča, ko najdemo Jezusovo vstajenje v kontekstu Jezusove službe in osebnih izjav. Ta kontekst, kot trdi Craig, daje pomen Jezusovemu vstajanju.

### Božanska avtonomija
Craig zavrača stališče, da Bog ustvarja abstraktne predmete in brani nominalistične perspektive na abstraktnih predmetih. Teza Quine-Putnam glavna podpora platonizma, kritizira naturalizirano epistemologijo Willarda Van Ormana Kuine in potrditveni holizem ter zavrača metaontološki kriterij ontološke zavezanosti.
Craig se zavzema za nevtralno logiko, v skladu s formalnimi kvantifikatorji logike. Prav tako se zavzema za deflacijsko referenčno teorijo, v skladu s katero je navezovanje govorno dejanje in ne razmerje med besedo in svetom, tako da se lahko edini izrazi uporabljajo v resničnih stavkih, ne da bi jih pripisovali ustreznim predmetom na svetu. Če je določeno, da se kvantifikatorji prvega reda uporabljajo kot pripomočki ontološke zavezanosti, potem Craig podpira fiktivizem, zlasti teorijo pretvarjanja, v skladu s katero so izjave o abstraktnih predmetih izrazi izmišljanja, ki naj bi bili resnični, čeprav dobesedno lažni.

## Dosežki
Je avtor ali uredinik več kot tridesetih knjig, vključno z The Kalm Cosmological Argument, Assessing the New Testament Evidence for the Historicity of the Resurrection of Jesus, Divine Foreknowledge in Human Freedom, Theism, Atheism in Big Bang Cosmology. Napisal je tudi več sto člankov v strokovnih revijah filozofije in teologije, vključno z The Journal of Philosophy, New Testament Studies, Journal of Study New Testament, American Philosophical Quarterly, Philosophical Studies, Philosophy in British Journal of Philosophy of Science. Leta 2016 je bil Craig imenovan za enega od petdesetih najbolj vplivnih živečih filozofov.

## Odzivi
Filozof Nathan Schneider je o Craigu zapisal, da veliko sodobnih profesionalnih filozofov zelo nejasno pozna njegovo delo, vendar pa so na področju filozofije vere Craigove knjige in članki največkrat citirani. Nekaj njegovih učencev pa je tudi spremenilo mnenje glede Craigovih pogledov na Kalam Cosmological argument, genocid nad Kanaanci, dejansko neskončno in na njegove argumente za vstajenje Jezusa.